# Raffaele Sposito
Raffaele Sposito (Nápoles, ? de ? — ?, ? de ?) foi um padeiro e chef de cozinha italiano que viveu na segunda metade do século XIX, e que foi o criador da pizza Margherita, em homenagem à rainha Margarida de Saboia.
A pizza apresenta as cores da bandeira da Itália: o vermelho foi representado com rodelas de tomate, o branco com queijo, e o verde com folhas de manjericão.